# Teius suquiensis
Espèce
Teius suquiensis est une espèce de sauriens de la famille des Teiidae.

## Répartition
Cette espèce est endémique de la province de Córdoba en Argentine.

## Publication originale
- Avila et Martori, 1991 : A unisexual species of Teius Merrem 1820 (Sauria Teiidae) from central Argentina. Tropical Zoology, vol. 4, n. 2, p. 193-201.